# 阿卡迪亞 (北卡羅萊納州)
阿卡迪亞（英語：Arcadia）是位於美國北卡羅萊納州戴維森縣的非建制地區。

## 歷史
阿卡迪亞的郵局於1860年設立，其後於1903年停運。

## 地理
阿卡迪亞所處的海拔為高於海平面254米（即833英呎），而該地所採用的時區為UTC-5，即北美东部时区（EST）。同時該地設有夏令時間，為UTC-5調快一小時，即UTC-4（EDT）。